# Tenor-Viola
Die Tenor-Viola (auch Viola tenore) ist ein im späten 18. Jahrhundert außer Gebrauch gekommenes Streichinstrument. 

## Beschreibung
Sie war wie die Bratsche eine Quinte tiefer als die Violine gestimmt, nämlich in c g d′ a′, gelegentlich auch noch eine Quinte tiefer und wurde im Tenorschlüssel notiert (Die „normale“ Bratsche/Viola heutzutage wird allerdings im Altschlüssel bzw. Bratschen-Schlüssel notiert). Die Tenor-Viola wurde meist an einem Band hängend vor der Brust gespielt, weshalb sie auch Viola da spalla (Schulter-Viola) genannt wurde.  Im Orchester der Barockzeit, vor allem in „französischen Orchestern“, das in vergleichbarer Besetzung an vielen deutschen Fürstenhöfen präsent war, hatte sie ihre eigene Stimme zwischen der Viola (Haute contre, etwa 37,5 cm), einer etwas größeren Tenor-Viola (Taille genannt, etwa 45 cm), der Quinte de violon (52 cm) und dem Violoncello oder Violone. Gewünscht wurde der verschiedenartige Klangcharakter (Resonanzen), der durch die unterschiedlichen Größen der drei Violenarten erzielt wurde.

## Varianten
- Eine spätbarocke Variante ist die fünfsaitige Viola pomposa, auch „Violoncello piccolo“ genannt, die im Auftrag Johann Sebastian Bachs entwickelt wurde.

- Um 1875 ließ der Musiker und Komponist Hermann Ritter eine Tenor-Viola, mit einer damals überdimensionierten Korpuslänge von 48 cm anfertigen.

- Später gab es Versuche, die (in G - d - a - e′ gestimmte) Tenor-Viola (genannt auch Tenorgeige und Violon-Tenor[3]) in abgewandelter Form wieder einzuführen, so als Violotta von Alfred Stelzner und Oktavgeige.

- Der belgische Geiger und Komponist Jacques Dupriez, ließ ein ähnliches Instrument anfertigen, welches er als Bariton-Violine bezeichnet und eine Oktave tiefer gestimmt ist als eine Violine. Hierfür komponierte er mehrere Werke und transkribierte zahlreiche bekannte Werke anderer Komponisten.[4]

- Eine aktuelle Form ist die Viola profonda, welche von dem bolivianischen Komponisten, Dirigenten und Musikinstrumentenentwickler Gerardo Yaňez konzipiert, entwickelt, benannt und in ihrer vollständigen Form patentiert wurde.